# MotoGP 06
MotoGP 06 è un videogioco per Xbox 360, sviluppato dalla THQ e pubblicato dalla Halifax. Il gioco è basato sulla stagione 2006 della classe MotoGP, ma sono presenti anche i piloti della stagione 2005.

## Modalità di gioco
- Gara rapida;
- Carriera;
- LAN.

## Valutazioni
Il giudizio di questo gioco viene influenzato dalla mancata simulazione e dai frequenti bug nella modalità LAN. La sua grafica è comunque considerata di ottimo livello, come gli effetti sonori.